# Полан, Луи
Луи Пола́н (фр. Louis Paulhan, 19 июля 1883, Пезенас, департамент Эро, Лангедок — Руссильон — 10 февраля 1963, Сен-Жан-де-Люз, Атлантические Пиренеи) — французский лётчик, спортсмен. Пионер аэронавтики. Один из зачинателей французской авиации.

## Биография
Путь в авиацию начал с моделирования, конструирования и строительства дирижаблей. Позже увлёкся планеризмом. Научился летать и приобрёл лицензию пилота.
Участник многих международных авиасостязаний (Ницца, Верона, Лондон, Лос-Анджелес и др.). Среди его соперников, были известные авиаторы Михаил Никифорович Ефимов, Юбер Латам, Гео Шаве и др..
Вошёл в историю авиации Франции и мира, как пилот, установивший несколько мировых рекордов по достижению максимальных высот полётов в атмосфере на летательных аппаратах. В июле 1909 года на авиашоу в Дуэ, управляя аэропланом Farman, набрал скорость 134 км в час и поднялся на высоту 150 м, 20 ноября того же года на «Фармане» набрал 600 м (выше двух Эйфелевых башен), в 1909 в Лионе — уже 920 м, а 9 января 1910 на авиашоу в Лос-Анджелесе (США) на своей «этажерке» достиг небывалой для того времени высоты 1269 метров с продолжительностью полёта 1 час 49 минут.

Луи Полан (слева) с известным американским авиаконструктором и предпринимателем Гленном Кёртиссом.

В довершение триумфа, Полан, на высоте 200 метров выключил мотор и спланировал на лётное поле целым и невредимым. Этим он доказал ликующей публике, что аэроплан не игрушка ветров, а может летать быстрее и дальше птиц. На состязаниях под Лос-Анджелесом он заработал за неделю больше всех других участников — 19 000 долларов.
19 апреля 1910 года установил новый рекорд полёта на дальность. Его «Фарман» пролетел 186 км от Орлеана до Труа.
27 — 28 апреля того же года он выиграл 300-километровую дистанцию на Air Race Daily Mail между Лондоном и Манчестером и был награждён призом в размере 10 000 фунтов стерлингов.
В 1910 году Полан одним из первых пилотов стал летать на гидросамолётах и выиграл приз £ 10 000 за наибольшее количество авиарейсов, выполненных за год. В феврале 1912 года открыл авиационную школу в Вильфранш-сюр-Мер.
Участник Первой мировой войны. Служил лейтенантом в качестве пилота с 15 сентября 1914 года в северной Франции. В 1915 году был переведён в Сербию, где был не только самым опытным, но и старейшим авиатором. В Сербии командовал эскадрильей из 10 самолётов модели «Морис Фарман». Ему приписывают первую авиаперевозку раненных, когда он эвакуировал тяжелобольного генерала Милана Штефаника.
В 1927 году был соучредителем фирмы Société Continentale Parker во Франции.
Награждён французским Военным крестом (1914—1918) и офицерским орденом Почётного легиона.

## Память
- Имя Полана носит коллеж в пригороде Парижа Сартрувиле[1].